# Степанцы
Сте́панцы (укр. Степанці, раньше — Великие Степанцы и Малые Степанцы) — село в Каневском районе Черкасской области Украины.
Население по переписи 2001 года составляло 2005 человек. Почтовый индекс — 19031. Телефонный код — 4736.
В селе родились Герои Советского Союза Трофим Литвиненко и Николай Плысюк.

## История
В востосточной части села, на мысу правого берега реки Росавы, в урочище Волковщина, городище (70 x 40 м), с напольной стороны сохранились следы вала и рва. Среди подъемного материала много древнерусской гончарной керамики XI—XIII веков. Рядом находится неукреплённое селище.
Лаврентий Иванович Похилевич писал: 
Степанцы, местечко по обеим сторонам реки Расавы в 5-ти верстах ниже села Масловки. Часть местечка лежащая по левую сторону реки называется Малыми Степанцами.
В XIX веке село было волостным центром Степанской волости Каневского уезда Киевской губернии. В селе была Рождество-Богородицкая церковь (Малые Степанцы) и Васильевская церковь (Великие Степанцы). Священнослужители Васильевской церкви:
- 1799 — священник Никифор Иванович Кондратович
- до 1842 — священник Григорий Кондратович (умер до 1842 года)
- 1842 — наблюдающий священник Ксенофонт Семенович Уляницкий (с. Пилява)
- 1866 — священник Григорий Романович Демьяновский
- 1866 — дьячок Лев Яковлевич Горбачевский
- 1866 — пономарь Игнат Федорович Авраамов
- 1892 — священник Иван Григорьевич Костецкий

В июле 1995 года Кабинет министров Украины утвердил решение о приватизации находившегося здесь совхоза.

## Местный совет
19031, Черкасская обл., Каневский р-н, с. Степанцы